# Mantis (personaje)
Mantis es una superheroína que aparece en los cómics estadounidenses publicados por Marvel Comics. Creada por el escritor Steve Englehart y el artista Don Heck, el personaje apareció por primera vez en The Avengers #112 (junio de 1973). Mantis ha sido representada como miembro de Los Vengadores y los Guardianes de la Galaxia, como la novia de Kang el Conquistador y como la madre de Sequoia.
Pom Klementieff interpreta a la personaje en las películas del Universo cinematográfico de Marvel: Guardianes de la Galaxia vol. 2 (2017), Avengers: Infinity War (2018) sufrida por el chasquido, Avengers: Endgame (2019), Thor: Love and Thunder (2022), The Guardians of the Galaxy Holiday Special (2022) y Guardianes de la Galaxia Vol. 3 (2023).

## Creación
En una entrevista, Englehart comentó sobre la creación del personaje: "Quería a alguien que revolucionara a los Vengadores, así que se me ocurrió una femme fatale, pero justo después de hacerlo, también se me ocurrió el Enfrentamiento Vengadores-Defensores, y necesitaba usar a mi femme como una jugadora de equipo sólida, no como una disruptora. Me pareció interesante: un personaje que había creado con un propósito que ahora no tenía ningún propósito, y como un escritor joven que exploraba mis parámetros, comencé a dejar que contara su propia historia, es decir, en cada número contaba mi historia general de los Vengadores, con mis diversos desarrollos de personajes, y luego sucedían cosas a las que ella tenía que reaccionar. Esas reacciones, o lo que yo concebía que fueran sus reacciones, revelaron su personaje para mí, paso a paso, a medida que los mundos que definitivamente estaba creando se hacían cada vez más grandes, y de esa manera la femme fatale se convirtió en la Madonna Celestial".

## Historial de publicaciones
Mantis apareció por primera vez en The Avengers # 112 (junio de 1973), dibujado por Don Heck y creado por el escritor Steve Englehart, comenzando la saga "Celestial Madonna".Después de dejar Marvel Comics, Englehart llevó la historia de Mantis a través de otras tres compañías antes de regresar a Marvel,pasando de Marvel a DC a Eclipse a Image y finalmente a Marvel nuevamente.
En Justice League of America #142 de DC Comics, aparece como Willow. Cuando se le pregunta de dónde viene, Willow responde: "Esta ha venido de un lugar que no debe nombrar, para llegar a un lugar que ningún hombre debe conocer". (Mantis se refiere a sí misma en tercera persona como "esta") Al final del número, se va a dar a luz.
En la serie de Eclipse Comics Scorpio Rose # 2 (según el sitio web de Englehart), el personaje se hace llamar Lorelei.En este momento, ella ha dado a luz a un hijo. Lo que hubiera sido el número 3, una historia "perdida" de Lorelei / Scorpio Rose, se publicó más tarde en Coyote Collection # 1 de Image Comics, la cuarta compañía del personaje. Posteriormente, Lorelei fue mencionada en la novela de 2010 de Englehart The Long Man (página 355, edición de edición masiva en rústica).

## Historia
Mantis es la hija mitad vietnamita, mitad alemana de Gustav Brandt- Libra, y nació en Huế, Vietnam. En su infancia, su padre la deja en Vietnam en el Templo de los sacerdotes alienígenas de Pama, una secta de los Kree. Los Kree creen que ella podría convertirse en la Madonna Celestial y aparearse con el Cotati más viejo de la Tierra para convertirse en la madre del Mesías Celestial, "el ser más importante del universo".
Sobresale en sus estudios de artes marciales, pero cuando llega a la edad adulta, le lavan el cerebro y la envían al mundo para que obtenga experiencia. Se convierte en prostituta y camarera en un bar vietnamita, donde conoce al Espadachín. Lo ayuda a recuperar su respeto por sí mismo y lo sigue cuando el antiguo villano intenta reunirse con los Vengadores.Ella se convierte en una aliada de los Vengadores cuando el Espadachín se une a los Vengadores, y lucha contra el Dios León junto a ellos.
Con los Vengadores, Mantis tiene muchas aventuras. Ella lucha contra el Zodiaco original, y se entera de que Libra es su padre y que ella fue criada por los Sacerdotes de Pama. Encuentra Star-Stalker, luchando con Thanos, Klaw y Solarr, Nuklo, y luego junto a los Vengadores, los Cuatro Fantásticos y los Inhumanos, se enfrentan a Ultron en la boda de Quicksilver y Crystal.
Mantis se toma con la Visión y, aunque es rechazado por el androide, descuida al Espadachín. Junto a la Bruja Escarlata y Agatha Harkness, ella fue secuestrada por Kang. Ella se reveló como la Virgen Celestial y fue testigo de la muerte del Espadachín a manos de Kang, solo dándose cuenta de la profundidad de su amor por el Espadachín justo cuando él muere. Luego enterró al espadachín, y luchó contra los Tres Titanic. Aprendería los orígenes de la Guerra Kree-Skrull, los Cotati y los Sacerdotes de Pama. Mantis luego se unió formalmente a los Vengadores y se revela que es, de hecho, la Virgen Celestial y se casa con un Cotati en el cuerpo reanimado del Espadachín, dejando a los Vengadores y la Tierra para aparearse con él.
Después de dar a luz a su hija, Sequoia, toma el nombre de "Mandy Celestial" y vive con él durante un año en Willimantic, Connecticut, antes de entregarlo a la gente de su padre e ir al espacio con Silver Surfer y luchar contra los Ancianos del Universo junto con el Surfista. El Silver Surfer descubre que se está enamorando de Mantis. Sin embargo, Mantis (cuyo cuerpo ahora era verde y había comenzado a manifestar nuevos poderes de invulnerabilidad que le permitían sobrevivir en el espacio debido a los efectos secundarios de su embarazo) se amarga con su vida y la forma en que se vio obligada a abandonar a su hijo. Esto llega a un punto crítico cuando Mantis es atrapada en una explosión y presumiblemente muerta por Silver Surfer. Sobrevive, pero la tensión de los años anteriores la hace literalmente dividirse en múltiples versiones de sí misma, cada una representando aspectos conflictivos de su psique que ya no podrían coexistir dentro de su mente.
Los fragmentos llegan a la Tierra y una versión de Mantis vuelve a unirse al equipo de los Vengadores de la Costa Oeste, con partes de sus recuerdos faltantes. (Steve Englehart destinada la trama que involucra Mantis y su amnesia a ser su próxima trama principal, pero los problemas de redacción le llevó a dejar la serie, con la trama resuelta a toda prisa.) Mantis descubre, a través de la resucitó temporalmente el cadáver del espadachín, que su psique se había roto y que ella necesita encontrar a sus contrapartes para restaurar sus recuerdos. Se dirigió a la ciudad de Nueva York, donde se encontró con los Cuatro Fantásticos que trataron los efectos de la historia de Inferno. Kang persiguió a Mantis, sin darse cuenta de que había perdido su poder y con la esperanza de usarla para atacar al Soñador Celestial, y en el proceso el Surfista fue convocado a la Tierra. Con la ayuda de los Cotati, Kang fue derrotada, pero Mantis se dio cuenta de que debía abandonar su cuerpo y unirse a los Cotati para criar a su hijo.
Además de las menciones de Silver Surfer, Mantis no reaparece hasta la controversial historia de crossover de Avengers "The Crossing". En "The Crossing", Mantis regresa como la novia vil de Kang el Conquistador con la intención de traer la muerte a los Vengadores; su padre Libra (que ahora se llamaba " Moonraker " como parte de Force Works); y el alienígena Cotati que había poseído el cuerpo del espadachín y se casó / impregnaba con ella. Su enojo con su padre (a quien había viviseccionado) y el centro de Cotati en torno a su "impureza" y que odia a los Vengadores por creer en sus mentiras manipuladoras.
La historia fue controvertida, tanto que Kurt Busiek, en la serie limitada de Avengers Forever, reconectada con Mantis que apareció en la historia como un cerebro fantasma espacial lavado en el pensamiento de que era Mantis. Eventualmente, Mantis reaparece en la serie limitada de Avengers: Celestial Quest escrita por Steve Englehart. Ella regresa a la Tierra y se fusiona con las porciones fragmentadas de su personalidad (que aprendemos representan "monstruo, madre, prostituta, mística y Vengadora") después de que Thanos mata a los primeros cuatro (más tarde declarado retroactivamente como un clon del Thanos real)
La Mantis final se fusiona con ellos para convertirse en una Mantis "completa" por primera vez desde su dispersión. Así reformada, ella y un grupo de los Vengadores van al espacio para detener a "Thanos" de matar a su hijo, Quoi, quien en este momento es un adolescente rebelde desesperado por salir del aislamiento del mundo natal de Cotati y viajar por las estrellas. Durante la aventura, Mantis coquetea con Visión (con la implicación de que tiene sexo con él), pero finalmente termina el coqueteo cuando se da cuenta de que tiene sentimientos hacia su esposa Bruja Escarlata, celosa de la amistad de Mantis y Visión. Mantis también aparece en la historia de " Avengers Disassembled ", aunque muchas de las ocurrencias en esa trama son ilusiones.
Mantis aparece en la miniserie de 2007 Aniquilación Conquista: Star-Lord, donde se muestra como una prisionera Kree que se ofrece como voluntaria para una misión dirigida por Peter Quill, también conocido como Star-Lord.
Después de la derrota de Ultron y la Falange, Mantis se instala en la estación de Knowhere con el resto de los Guardianes de la Galaxia. Ella asumió el papel de consejera para el grupo, utilizando su conocimiento de la mente para mantener un equilibrio con todas las personalidades muy eclécticas del grupo.
Durante la historia de Secret Invasion, se descubrió que Star-Lord tenía Mantis que usaba sus poderes mentales para manipular a los miembros de los Guardianes de la Galaxia para unirse al equipo en contra de su voluntad. Al escuchar a Mantis y Star-Lord conversar sobre su engaño, Drax compartió este conocimiento con el resto del equipo. Esto causó que la mayoría de los miembros se fueran. Mantis fue promovida al estado de campo por Rocket Raccoon.
Mantis aparentemente fue asesinado por Magus, quien, al anticipar que Mantis usaría sus poderes mentales para incapacitarlo, la mató a ella y a su compañero psiónico Cosmo con una poderosa explosión de energía. Sin embargo, se reveló que ella, junto con sus compañeros Guardianes, Phyla-Vell, Cosmo, Gamora y Major Victory todavía están vivos, pero siendo mantenido prisionero en animación suspendida por Magus. Ella se reúne con el otro equipo de Guardianes, diciéndole a Dragón Lunar que Phyla-Vell fue la primera asesinada por el ataque de Thanos.
Mantis más tarde rescata a Peter Quill de un grupo de soldados de Spartax que lo persiguen. Aunque ella se niega a unirse a su nueva encarnación de los Guardianes, ella lo ayuda a rastrear la fuente de los misteriosos "terremotos" que lo han estado plagando a raíz de la historia de Age of Ultron.
Durante la historia de "Empyre", Mantis regresa a la Tierra tras ser contactada por Pantera Negra sobre la invasión Cotati y planea razonar con su hijo.

## Caracterización

### Poderes y habilidades
Mantis ha alcanzado un dominio de las disciplinas meditativas, lo que le ha otorgado una cantidad inusual de control sobre su cuerpo, incluidas las funciones autónomas como el latido del corazón, el sangrado y la respiración, así como la conciencia del dolor, lo que le permite curar heridas más rápidamente a través de la pura fuerza de voluntad y le otorga reflejos y reacciones casi sobrehumanos. También tenía empatía psíquica, un poder telepático que le permitía sentir las emociones de los demás.
Mantis obtuvo habilidades adicionales como resultado de la comunión con el Cotati Primario. Su habilidad empática le permitió comunicarse con los Cotati, que son similares a plantas, y con la vida vegetal.Ella tiene el poder de la proyección astral.Para viajar en el espacio, Mantis tenía la capacidad de separar sus formas física y astral , proyectando su conciencia desde su cuerpo, lo que le permitía viajar distancias interplanetarias. También tenía la capacidad de transferir su forma astral a cualquier lugar donde exista vida vegetal. Podía formar y habitar un simulacro vegetal de su cuerpo humano para sí misma a partir de la vegetación local del planeta de destino. Sus habilidades de lucha permanecieron intactas y sus habilidades empáticas se intensificaron a un grado sobrehumano y se extendieron a la flora y la biosfera del planeta. Podía controlar la vegetación a su alrededor.
Durante sus enfrentamientos con un poderoso clon de Thanos, demostró una fuerza sobrehumana, un talento para habitar simultáneamente múltiples simulacros y la capacidad de proyectar fuertes explosiones de energía. No se la ha visto usar estos poderes desde entonces.
A partir de su aparición en Annihilation Conquest: Star-Lord, Mantis también parece haber adquirido habilidades telepáticas y precognitivas, y aparentemente ahora trabaja bajo una conciencia constante de eventos futuros.Durante la serie, Mantis mostró pirocinesis.Ella puede permanecer invisible para la Falange y extender su poder para ocultar a otros.
Además, Mantis fue entrenada por los Sacerdotes de Pama para convertirse en una abuela maestra de las artes marciales, demostrando ser capaz de derrotar a oponentes tan hábiles como el Capitán América (aunque se distrajo mientras luchaba contra un dragón).También podía sentir instintivamente los puntos débiles de un oponente y con sus habilidades en los puntos de presión, noquear a seres tan poderosos como el dios del trueno, Thor.

### Personalidad
En sus primeras apariciones, Mantis representa el arquetipo de la "Dama Dragón", el de una misteriosa seductora oriental cuya sexualidad causa tensión entre los Vengadores masculinos.Ella es asertiva y confiada en sus poderes, y aunque al principio parecía algo arrogante (como lo ilustra su ruptura con el Espadachín cuando eligió a Visión sobre él),renunció a su orgullo después de la trágica muerte del Espadachín.Mantis es muy inteligente, con sus habilidades deductivas que rivalizan con las de Visión;en las propias palabras de Visión, tiene una "mente notable".
Ella casi siempre se refiere a sí misma en tercera persona como "esta", "ella", y ocasionalmente "Mantis",lo cual tiene que ver con su crianza en el Templo de los Sacerdotes de Pama (su esposo, el Anciano Cotati, que pasó una parte importante de su vida en el Templo, también se refería a sí mismo como "esta" en lugar de "yo").Este manierismo al hablar es importante para ella, ya que cuando Silver Surfer le pidió que dejara de hablar en tercera persona, ella se negó a obedecer.

### Disfraces
Ella lleva un vestido verde y amarillo,un peinado que imita las antenas de los insectos,y va descalza.

## Recepción
- En 2011, Comics Buyer's Guide clasificó a Mantis en el puesto 99 de su lista de las "100 mujeres más sexys de los cómics".[47]
- En 2015, Entertainment Weekly clasificó a Mantis en el puesto 43 en su lista "Clasifiquemos a todos los Vengadores de la historia".[48]
- En 2019, Comic Book Resources clasificó a Mantis en el décimo lugar en su lista de los "10 telépatas más poderosos del universo Marvel".[49]
- En 2019, Sideshow clasificó a Mantis en el sexto lugar en su lista de los "10 mejores personajes de cómics con temática de insectos".[50]
- En 2020, Scary Mommy incluyó a Mantis en su lista "¿Buscas un modelo a seguir? Estos más de 195 personajes femeninos de Marvel son verdaderamente heroicos".[51]
- En 2022, The A.V. Club clasificó a Mantis en el puesto 86 en su lista de los "100 mejores personajes de Marvel".[52]

## Otras versiones

### Heroes Reborn
En la realidad de Heroes Reborn, la versión alternativa de Mantis es la mujer que ama a Kang el Conquistador, y el motivo de Kang para atacar al siglo XX y los Vengadores es mostrar que es digno de su amor. Mantis reconoce su amor por Kang después de que Loki lo mata, quien la mata poco después.

### Casa de M
En la realidad de House of M, Mantis es miembro de la organización criminal, los Dragones de Shang-Chi, junto a Espadachín, Zaran y Machete. Mantis es arrestada después de que los dragones son emboscados por los asesinos del Kingpin. Ella y Shang-Chi son dos de los tres sobrevivientes del grupo.

### Viejo Quill
Durante Viejo Quill, Mantis continúa trabajando con los Guardianes durante décadas, mucho después de que Quill se retira. La principal amenaza que encuentran en esta línea de tiempo es la Iglesia Universal de la Verdad, que comúnmente destruye planetas enteros.

## En otros medios

### Televisión
- Mantis aparece en Guardianes de la Galaxia, con la voz de Jennifer Hale.[57] Esta versión es un miembro de los Creyentes Universales:
  - En la primera temporada, episodio 14, "No Pierdas la Fé", los Guardianes de la Galaxia: Gamora, Drax el Destructor, Rocket Raccoon y Groot encuentran a Mantis, donde ella los lleva a través de los túneles debajo del Palacio Real Spartaxian con el fin de encontrar a Star-Lord. Pasan a través de diversos obstáculos, donde Mantis les dice de creer la fe. Después de que el grupo libera a Star-Lord, que termina en la sala del trono donde la energía de la Semilla Cósmica es incluso después de una pelea con los robots allí y una breve lucha contra el emperador J´son. Cuando Mantis afirma que J'son es un tirano, trata de atacarlo a él, sólo para ser sometida por los Guardianes de la Galaxia. Mientras está siendo remitida a la mazmorra, Mantis sigue afirmando que J'son es un tirano y que con el tiempo se cree ese hecho.
  - En la segunda temporada, episodio 3, "Mentiroso", Mantis había escapado de la mazmorra Spartaxian y se ha unido a su culto, los demás miembros de los creyentes universales en una única casa de subastas penal en Knowhere. Si bien el acceso a la bóveda en la cavidad sinusal de Knowhere a buscar el bolsillo Dimensión Vial, Rocket Raccoon y Drax el Destructor detienen en Mantis que ha traído a Ebony Maw del Orden Oscuro como el miembro más reciente de los Creyentes Universales. Ellos derrotan a Rocket Raccoon y Drax el Destructor y luego en tener a los Hermanos Sangre a ordenarles a ellos en llevarlos a un planeta cercano. A los dos de ellos de ser rescatados por Star-Lord, Gamora y Groot, Rocket Raccoon y Drax el Destructor confrontan a Mantis y el resto de los creyentes Universales en su nave que estaba orbitando a otro planeta. Utilizaron un dispositivo que convierte la energía mental en la energía física para ayudarles en el combate. Con la ayuda de la mentira de Rocket Raccoon, los Guardianes de la Galaxia causan duda en la creencia del culto y elimina así sus poderes que les permite derrotar a Mantis, Ebony Maw y el resto de los fanáticos Creyentes Universales. En el episodio 6, "El Casco", Mantis y los creyentes universales fueron capaces de robar el sarcófago de los Guardianes de la Galaxia teniendo un capullo. Durante una pelea en la nave universal, Gamora con el casco Centurión Nova logró dañar la nave de los Creyentes Universales y los Guardianes de la Galaxia de hacerse cargo con el sarcófago como Mantis y los creyentes universales trabajan para recargar los motores de su nave. En el episodio 8, "Tú y Yo y un perro llamado Cosmo", Mantis y Ebony Maw drenan a Cosmo como parte de sus planes para interrumpir la Conferencia de Paz de Rigelianos en Knowhere. Los Guardianes de la Galaxia logran causar que la nave universal a chocar contra el cráneo de Knowhere. En el episodio 9, "No Quieres Salir de mi Cabeza", Mantis y los creyentes Universales utilizan la ventaja de su nave estrellada de convertir a los habitantes de Knowhere en zombis que obedecen las órdenes de los creyentes universales donde los zombis construyen un arma que van a utilizar en Xandar y el sarcófago. Cuando se ve frustrado su plan, la nave de los Creyentes Universal se desplaza hacia Xandar. En el episodio 10, "Sólo un Bebé", Mantis, Ebony Maw, y los creyentes Universales enfrentan a los Guardianes de la Galaxia y Cosmo cuando abre la escotilla del sarcófago en Warlock. Con la ayuda de Cosmo y los poderes de evolución de Warlock, los Guardianes de la Galaxia se alejan de los Creyentes Universales. En el episodio 14, "El Regreso", se reveló que Mantis y los Creyentes Universales habían sido encarcelados en un laboratorio secreto que fue dirigido por J'son, donde es el patriarca de los Creyentes Universales. Al dibujar a Sam Alexander a Spartax, manipula eventos que le llevan a liberar a J'son. En el episodio 15 "Caballeros de Cascos Negros", Mantis y J'son llevan a Sam Alexander a una nave espacial Xandarian que estaba en el estómago de una ballena espacial. Cuando se trata de la sala donde se encuentran los Cascos Nova Centurian, Mantis cree que ha obtenido uno verdadero. Cuando lo intenta, se convierte en piedra que luego se desmorona en polvo.
- Mantis aparece en Lego Marvel Super Heroes - Guardianes de la Galaxia: La amenaza de Thanos, expresada nuevamente por Jennifer Hale.[58]

### Universo cinematográfico de Marvel
Pom Klementieff interpreta a Mantis en el Universo cinematográfico de Marvel:
- En octubre de 2015, se anunció su incorporación para Guardianes de la Galaxia vol. 2 (2017),[59] y la aparición de su personaje fue confirmado por el director James Gunn en febrero de 2016.[60] Mantis se introduce como una asistente personal del padre de Peter Quill, Ego, utilizando sus habilidades empáticas para ayudarlo a dormir cuando viaja en su forma humana, aunque también es capaz para detectar otras emociones cuando se hace contacto con el sujeto. Se la representa tanto como una ingenua, sin mostrar ningún delito cuando Drax se refiere a ella como la mascota de Ego, pero rápidamente decide ayudar a los Guardianes en contra de Ego cuando se da cuenta de que la capacidad de Quill para analizar la energía celeste ayudará a Ego de lograr su objetivo con otros planetas, y es el despertar de las semillas que ha plantado en sus viajes. Como los Guardianes tratar de destruir a Ego, Mantis es capaz de ganar tiempo al viajar hacia el núcleo de Ego y lo que le obligó a dormir mientras Groot pone una bomba en su cerebro. Al final de la película, Mantis se queda con los Guardianes.
- Mantis aparece en Avengers: Infinity War (2018).[61] Sus habilidades empáticas se usan para deshabilitar a Thanos brevemente, pero al final de la película, Mantis es una de las víctimas de la destrucción de Thanos de la mitad de la vida en el universo.
- Mantis regresa en Avengers: Endgame (2019). Es restaurada a la vida por Bruce Banner al usar el Guantelete del Infinito.[62] Más tarde, se muestra a Mantis participando en la batalla final junto con los héroes revividos y, después de la muerte de Thanos, asistiendo al funeral de Tony Stark.
- Una versión alternativa de Mantis aparece en la serie animada de Disney+ What If...? (2021). Una versión aparece en el séptimo episodio "¿Y si... Thor fuera hijo único?", como asistente a la fiesta de Thor en la Tierra. Se la muestra reaccionando con pánico cuando los extraterrestres escuchan que Frigga se acerca.
- Mantis aparece en Thor: Love and Thunder (2022). Ella y los otros Guardianes se separan de Thor al comienzo de la película cuando él se va a buscar a Gorr the God Butcher.
- Mantis regresa en The Guardians of the Galaxy Holiday Special (2022) teniendo un papel central, en el cual le pide ayuda a Drax para secuestrar a Kevin Bacon como regalo de Navidad para Quill. En el camino, revela que Ego era su padre y, por lo tanto, que ella y Quill son medios hermanos, noticia que causa alegría en Quill.[63]
- Mantis regresara en Guardianes de la Galaxia vol. 3 (2023). Después de reconstruir Knowhere, ella y los Guardianes son atacados por Adam Warlock, y Rocket queda gravemente herido debido a un interruptor de muerte incrustado en él. Mantis y el equipo fueron a Orgoscopio, la sede de la compañía Orgocorp del Alto Evolucionador, con la esperanza de encontrar un código de anulación y salvar a Rocket. Mantis, Drax y Nebula terminan en la nave del Alto Evolucionador, donde descubren que hordas de niños encarcelados son capturados y colocados en una cámara con Abilisks. Mantis puede persuadir a los Abilisks para que se pongan del lado de ellos, y los tres escapan de la cámara antes de reunirse con los Guardianes y dominar al ejército del Alto Evolucionador. Después de derrotar al Alto Evolucionador, los Guardianes deciden disolverse al regresar a Knowhere, y Mantis se embarca en un viaje de autodescubrimiento con los Abilisks.

### Videojuegos
- Mantis es un personaje jugable en Guardians of the Galaxy: The Universal Weapon.
- Mantis es un personaje jugable en Lego Marvel's Avengers, con la voz de Ali Hillis.
- Mantis es un personaje jugable en el juego Marvel Future Fight.[64]
- Mantis era un personaje jugable en Marvel: Avengers Alliance.[65]
- Mantis es un personaje jugable en Marvel Contest of Champions'.[66]
- Mantis era un personaje reclutable en Marvel Avengers Academy.
- Mantis aparece en Guardians of the Galaxy: The Telltale Series, con la voz de Sumalee Montano.[67] Ella aparece en el episodio 3 donde Star-Lord y Gamora la liberan del ataúd en Emnios. Después, ella le cuenta a los Guardianes de la Galaxia acerca de la verdad acerca de la Forja de la Eternidad e incluso mencionó cómo tuvo que usar la ilusión de Meredith Quill para atraer al Señor de las Estrellas a Emnios.